# Pembroke (Georgia)
Pembroke es una ciudad ubicada en el condado de Bryan en el estado estadounidense de Georgia. En el año 2000 tenía una población de 2.379 habitantes.

## Geografía
Pembroke se encuentra ubicada en las coordenadas 32°8′24″N 81°37′25″O / 32.14000, -81.62361 (32.139892, -81.623553).
Según la Oficina del Censo, la localidad tiene un área total de 19,7 km² (7,6 mi²), de la cual 19,7 km² (7,6 mi²) es tierra y 0 km² (0 mi²) (0.00%) es agua.

## Demografía
Según la Oficina del Censo en 2000 los ingresos medios por hogar en la localidad eran de $28,456, y los ingresos medios por familia eran $33,281. Los hombres tenían unos ingresos medios de $28,879 frente a los $19,632 para las mujeres. La renta per cápita para la localidad era de $13,795. 